# Al-Qalqaschandī
Schihāb ad-Dīn Abū l-ʿAbbās Ahmad ibn ʿAlī al-Fazārī al-Qalqaschandī (arabisch شهاب الدين أبو العباس أحمد بن علي بن أحمد بن عبد الله الفزاري القلقشندي, DMG Šihāb ad-Dīn Abū l-ʿAbbās Aḥmad b. ʿAlī b. Aḥmad b. ʿAbd Allāh al-Fazārī al-Qalqašandī; * 1355 im Nildelta; † 16. Juli 1418) war ein ägyptischer Kanzleibeamter und Rechtsgelehrter der schafiitischen Lehrrichtung.

## Leben
Er stammt aus einer Familie von Gelehrten und erhielt in Alexandria eine Ausbildung in Recht und Literatur. 1376/7 erhielt eine Lizenz zur Beratung und Lehre im Recht der Schafiiten. 1389 wurde er Kanzleimitarbeiter am Dīwān al-Inschā' in Kairo.

## Werke
Al-Qalqaschandī ist Autor von verschiedenen Werken aus den Bereichen Recht, Tradition (adab), Kanzleilehre (kitāba) sowie Geschichte und Genealogie sowie Kommentaren zu älteren Texten:
- Ṣubḥ al-aʿšā („Morgenröte des Nachtblinden“), sein Hauptwerk, ist eine umfangreiche Enzyklopädie zur Kanzleiarbeit auf Arabisch.[1]  Sie gilt Höhepunkt der klassischen arabischen Literatur zu Briefstil und Kanzleilehre, die auch einige originale Dokumente zur Frühgeschichte des Islam und Ägypten seit der Fatimidenherrschaft überliefert. Die grundlegende Analyse des Werks findet sich bei W. Björkman: Beiträge zur Geschichte der Staatskanzlei im islamischen Ägypten. Hamburg 1928. Das Werk enthält auch einen Teil über Geheimschriften[2]. Diese Information wird Tadsch ad-Din Ali ibn ad-Duraihim ibn Muhammad ath-Tha'alibi al-Mausili (1312–1361) zugeschrieben, seine Abhandlungen bezüglich Geheimschriften gingen allerdings verloren.
- Ǧāmiʿ al-muḫtaṣarāt fī furūʿ aš-šāfiʿiyya
- al-Hāwī al-ṣaġīr fī l-furūʿ
- Ḥilyat al-faḍl wa-zīnat al-karam fī l-mufāḫara baina s-saif wa-l-qalam
- Kunh al-murād fī šarḥ Bānat Suʿād
- Nihāyat al-arab fī maʿrifat ansāb al-ʿarab
- Ḍawʾ aṣ-ṣubḥ al-musfir wa-ǧanā ad-dawḥ al-muṯmir
- Qalāʾid al-ǧumān fī t-taʿrīf bi-qabāʾil ʿarab az-zamān
- Maʾāṯir al-ināfa fī maʿālim al-ḫilāfa